# Parque nacional de Awash
El parque nacional de Awash se encuentra ubicado en Etiopía. Está situado en el extremo sur de la región de Afar, a 225 kilómetros al este de la localidad de Addis Abeba (y unos pocos kilómetros al oeste de Awash), con su frontera sur a lo largo del río Awash, y cubre por lo menos 756 kilómetros cuadrados de bosques de acacias y praderas. La autopista Addis Abeba - Dire Dawa, pasa a través de este parque, que separa los Llanos de Illala Saha al sur, del Valle de Kudu en el norte. En el sur del parque, la garganta del río Awash, tiene impresionantes cascadas. En la parte superior del valle Kudu en Filwoha están las aguas termales en medio de bosques de palmeras.